# أسبن (كولورادو)
أسبن (بالإنجليزية: Aspen)‏ هي مدينة تقع في الولايات المتحدة في كولورادو. يقدر عدد سكانها بـ 6,658 نسمة.

## المدن التوأمة
- Queenstown، نيوزيلندا
- دافوس، سويسرا
- Canfranc، إسبانيا
- شاموني، فرنسا
- غارميش-بارتنكيرخن، ألمانيا
- باريلوتشي، الأرجنتين
- شيموكابو  [لغات أخرى]‏، اليابان

## أعلام
- أليكس فيريرا
- كريس دافنبورت
- توماس دبليو. بينتون
- جوانا كاميرون
- هارولد روس
- أليكسي جريوال
- أناتولي لركن
- جورج كريستنسن
- لوك شورت
- مينا لوي